# Behbeit el-Hagara
Behbeit el-Hagara (بهبيت الحجارة, Bahbīt/Bahbait al-Ḥiǧāra, ókori egyiptomi nyelven Hebit, ḥbỉ.t) régészeti lelőhely Egyiptomban, a Nílus deltavidékén, Manszúrától 8 kilométerre nyugatra. A lelőhely a Nílus damiettai ágánál fekszik, Szebennütosztól északra, a mai Gharbijja kormányzóság területén.
Az itt épült, Iszeion néven ismert templom az első nagy templom volt, melyet Ízisznek szenteltek. A korábban itt állt szentélyekben férjével, Ozirisszel és fiával, Hórusszal imádták. A templomot a XXX. dinasztia uralkodói kezdték építeni (i. e. 380–343), és III. Ptolemaiosz alatt (i. e. 246–222) épült fel teljesen. A templom Ízisz egyik legfontosabb kultuszközpontja lett, azonos jelentőségű, mint a felső-egyiptomi Philae. Az istennő mellett fiát, Hór-pa-khredet is tisztelték itt. A templom szokatlan módon teljes egészéből gránitból épült. Még az ókorban elpusztult, talán földrengés következtében, vagy mert köveit széthordták építőanyagnak. Ma csak szétszórt kőtömbök láthatóak a lelőhelyen.

## Fordítás
- Ez a szócikk részben vagy egészben  a   Behbeit El Hagar című angol Wikipédia-szócikk ezen változatának fordításán alapul.  Az eredeti cikk szerkesztőit annak laptörténete sorolja fel. Ez a jelzés csupán a megfogalmazás eredetét és a szerzői jogokat jelzi, nem szolgál a cikkben szereplő információk forrásmegjelöléseként.